# Daniel Zítka
Daniel Zítka (Havířov, 1975. június 20. –) cseh labdarúgó.
Karrierjét szülővárosában, az FK Havířov együttesében kezdte, ám itt nem védett tétmérkőzésen. Ezután a Viktoria Žižkov együtteséhez igazolt, ahol 1 év alatt mindössze 1 meccsen léphetett pályára. Következő csapatában, a Zlínben ismét nem kapott lehetőséget. Itt 2 szezont töltött. Következő csapatában, a Tatran Prešovban már 44 találkozón játszott. Ezután légióskodni kezdett, ugyanis a belga Lokeren szerződtette.
A cseh válogatottban 2007-ben mutatkozhatott be, és eddig 1 meccset játszott.